# Leônia Milito
Leônia Milito MC (Sapri, 23 de junho de 1910 — Cambé, 22 de julho de 1980), foi uma religiosa católica. Foi a fundadora da Congregação das Missionárias de Santo Antônio Maria Claret.

## Biografia
Nasceu em Sapri, província de Salerno, Itália, filha de Anna Maria Grise e Gabriele Milito. A família era formada por mais quatro irmãos e uma irmã. Foi batizada em 20 de julho de 1913 pelo Pe. Michele Immediatiz, na Paróquia da Imaculada Conceição, e recebeu o nome de Maria. Foram seus padrinhos os tios Lúcia Milito e Giuseppe Pasquale.
Em 1914, seu pai foi alistado como soldado na Primeira Grande Guerra e, devido a isso, Maria, então com dois anos de idade, foi viver com os avós na aldeia de Trecchina. Ali permaneceu até o fim da guerra, em 1918. Voltando à casa paterna, com cinco anos de idade, foi matriculada no Jardim de Infância das Pobres Filhas de Santo Antônio. No ano seguinte, iniciou o curso fundamental e, a partir de 1922, começou a estudar piano.
Em 13 de julho de 1920, Maria recebeu a Primeira Eucaristia e, em 20 de agosto de 1921, o sacramento do Crisma na Igreja da Imaculada Conceição. Desde muito pequena, Maria sempre demonstrou interesse pela religião. Aos 16 anos, participou de um retiro promovido pela Ação Católica no qual começou a considerar entrar para a vida religiosa missionária. Em 18 de junho de 1935, aos 21 anos, entrou para o Instituto Franciscano em Secondigliano, Nápoles, passando a chamar-se "Leônia".
Em 1952, preparou as primeiras irmãs que vieram ao Brasil como missionárias. Dois anos depois, foi destinada pelos superiores como missionária e coordenadora da missão no interior de São Paulo, no Brasil. Em Matão, fundou a primeira comunidade missionária.
Sua grande preocupação com a evangelização e com as pessoas mais pobres fez com que, no dia 19 de março de 1958, em Londrina, Paraná, juntamente com Dom Geraldo Fernandes Bijos, iniciasse uma congregação religiosa, denominada Missionárias de Santo Antônio Maria Claret. Seu ideal era convidar pessoas que tivessem esta mesma inquietação a participar de seu projeto, que tinha como objetivo fazer com que todos os povos conhecessem Jesus e que os pobres fossem acolhidos, promovidos e reconhecidos em sua dignidade de filhos de Deus. Madre Leônia, com suas irmãs, percorreu o mundo e instalou centros de ação apostólica e social nos cinco continentes.
Morreu em acidente automobilístico, em 22 de julho de 1980, em Cambé, quando voltava, com outras irmãs, de uma visita ao arcebispo de Maringá, Dom Jaime Luiz Coelho.

## Beatificação
Em março de 1998, na Arquidiocese de Londrina, deu-se a abertura do processo de canonização de Madre Leônia e, no dia 27 de outubro de 2003, tendo sido encerrada a fase arquidiocesana o processo foi introduzido na Congregação para a Causa dos Santos, em Roma.
Dom Orlando Brandes, 4º arcebispo de Londrina, a declarou protetora da vida no trânsito e co-padroeira das Santas Missões Populares na Arquidiocese de Londrina.